# Hibiscus conradsii
Hibiscus conradsii är en malvaväxtart som beskrevs av Oskar Eberhard Ulbrich. Hibiscus conradsii ingår i Hibiskussläktet som ingår i familjen malvaväxter. Inga underarter finns listade i Catalogue of Life.